# Isthmohyla pictipes
Isthmohyla pictipes es una especie de anfibio de la familia Hylidae.
Habita en Costa Rica y en el oeste de Panamá.
Sus hábitats naturales son los montanos secos y los ríos. Está amenazada de extinción por la destrucción de su hábitat natural.